# Chuyến bay 1023 của Stavropolskaya Aktsionernaya Avia
Chuyến bay 1023 của Stavropolskaya Aktsionernaya Avia là chuyến bay thuê bao giữa Stavropol ở miền nam nước Nga và Trabzon ở Thổ Nhĩ Kỳ do hãng hàng không Nga Stavropolskaya Aktsionernaya Avia khai thác. Vào ngày 18 tháng 3 năm 1997, chiếc Antonov An-24 đang điều hành chuyến bay đã bị hỏng cấu trúc và đâm vào một khu rừng, giết chết tất cả 50 hành khách và phi hành đoàn trên máy bay.

## Tai nạn
Chuyến bay thuê bao khai thác thường xuyên giữa Stavropol và Trabzon trên bờ Biển Đen của Thổ Nhĩ Kỳ, cất cánh từ sân bay Stavropol Shpakovskoye, chở 8 thành viên phi hành đoàn, 41 hành khách, chủ yếu là các thương nhân có kế hoạch mua hàng tiêu dùng giá rẻ ở Thổ Nhĩ Kỳ và một trong những các giám đốc của hãng hàng không.
Chuyến bay đang ở độ cao 17.000 foot (5.200 m) 37 phút sau khi cất cánh, khi kiểm soát không lưu mất liên lạc với nó.
Xác chiếc Antonov An-24 được tìm thấy rải rác trên một khu vực rộng lớn trong một khu rừng gần làng Prigorodny, phía đông Cherkessk, phía bắc Kavkaz. Phần đuôi của máy bay được tìm thấy cách phần còn lại của đống đổ nát 1,5 kilômét (0,93 mi), cho thấy máy bay có thể đã bị vỡ giữa không trung. Tất cả 50 người trên máy bay đều thiệt mạng.

## Nguyên nhân
Cuộc điều tra vụ tai nạn cho thấy chiếc máy bay vừa trở về sau một thời gian dài phục vụ ở Congo, đã bị ăn mòn nghiêm trọng khiến đuôi máy bay bị gãy trong chuyến bay.
Vụ tai nạn được cho là do không phát hiện ra sự ăn mòn trong quá trình kiểm tra, với thời gian cho phép giữa các lần kiểm tra và bảo dưỡng đã bị vượt quá.